# Kingsley Fobi
Kingsley Fobi (Cape Coast, 20 de septiembre de 1998) es un futbolista ghanés que juega de lateral derecho en el UD MONTIJO de la tercera federación G.14

## Carrera deportiva
Fobi comenzó su carrera deportiva en las categorías inferiores del Watford F. C., marchándose cedido en 2017 al S. D. Formentera de la Segunda División B, disputando 23 equipos con el equipo balear entre Segunda B y la Copa del Rey, donde su equipo llegó a dieciseisavos de final, quedando eliminado por el Sevilla F. C.
En la temporada 2018-19 volvió a ser cedido a otro Segunda B, en esta ocasión el U. D. Ibiza, y en la temporada 2019-20 repitió cesión en la misma categoría, marchándose al C. D. Badajoz.
En 2020 abandonó definitivamente el Watford para jugar en el Recreativo Granada, de la Segunda B.
El 8 de noviembre de 2020 debutó como profesional, con el primer equipo del Granada C. F., en un partido de Primera División frente a la Real Sociedad.
En la temporada 2021-22, se marcha al AO Chania Kissamikos PAE de la Segunda Superliga de Grecia.
El 1 de septiembre de 2022, firma por el C. D. Estepona F. S. de la Segunda Federación.

## Carrera internacional
Fobi ha sido internacional sub-20 y sub-23 con la selección de fútbol de Ghana.

## Clubes
| Club                      | País       | Año         |
| ------------------------- | ---------- | ----------- |
| Watford                   | Inglaterra | 2017 - 2020 |
| S. D. Formentera (cedido) | España     | 2017 - 2018 |
| U. D. Ibiza (cedido)      | España     | 2018 - 2019 |
| C. D. Badajoz (cedido)    | España     | 2019 - 2020 |
| Recreativo Granada        | España     | 2020 - 2021 |
| Granada C. F.             | España     | 2020 - 2021 |
| AO Chania Kissamikos PAE  | Grecia     | 2021-2022   |
| C. D. Estepona F. S.      | España     | 2022-       |